# فرودگاه شهری موس جاو
فرودگاه شهری موس جاو (به انگلیسی: Moose Jaw Municipal Airport) یک فرودگاه همگانی است که یک باند فرود آسفالت دارد و طول باند آن ۹۰۰ متر است. این فرودگاه در کشور کانادا قرار دارد و در ارتفاع ۵۸۰ متری از سطح دریا واقع شده‌است.